# Campeonato Europeu de Natação em Piscina Curta de 1999
O Campeonato Europeu de Natação em Piscina Curta de 1999 foi a 3ª edição do evento organizado pela Liga Europeia de Natação (LEN). A competição foi realizada entre os dias 9 e 12 de dezembro de 1999 no Complexo Desportivo do Jamor, em Lisboa Portugal.

## Medalhistas
Esses foram os resultados da competição. 
Masculino
| Evento          | Ouro                                                                          | Ouro     | Prata                                                                                | Prata    | Bronze                                                                                      | Bronze   |
| 50 m Livre      | Mark Foster · Reino Unido                                                     | 21.71    | Pieter van den Hoogenband · Países Baixos                                            | 21.79    | Lorenzo Vismara · Itália                                                                    | 21.83    |
| 100 m Livre     | Pieter van den Hoogenband · Países Baixos                                     | 47.20    | Lars Frölander · Suécia                                                              | 47.86    | Karel Novy · Suíça                                                                          | 48.44    |
| 200 m Livre     | Pieter van den Hoogenband · Países Baixos                                     | 1:44.34  | Massimiliano Rosolino · Itália                                                       | 1:45.22  | Stefan Herbst · Alemanha                                                                    | 1:46.09  |
| 400 m Livre     | Massimiliano Rosolino · Itália                                                | 3:42.00  | Jörg Hoffmann · Alemanha                                                             | 3:42.88  | James Salter · Reino Unido                                                                  | 3:43.48  |
| 1500 m Livre    | Igor Chervynskyi · Ucrânia                                                    | 14:42.05 | Jörg Hoffmann · Alemanha                                                             | 14:45.71 | Teo Edo · Espanha                                                                           | 14:59.43 |
| 50 m Costas     | Miro Žeravica · Croácia                                                       | a24.70   | Tomislav Karlo · Croácia                                                             | a24.72   | Sebastian Halgasch · Alemanha                                                               | 24.79    |
| 100 m Costas    | Örn Arnarson · Islândia                                                       | 53.13    | Derya Büyükunçu · Turquia                                                            | 53.17    | Volodymyr Nikolaychuk · Ucrânia                                                             | 53.27    |
| 200 m Costas    | Örn Arnarson · Islândia                                                       | 1:54.23  | Jirka Letzin · Alemanha                                                              | 1:55.19  | Adam Ruckwood · Reino Unido                                                                 | 1:55.25  |
| 50 m Peito      | Mark Warnecke · Alemanha                                                      | 27.10    | Oleg Lisogor · Ucrânia                                                               | 27.37    | Roman Sloudnov · Rússia                                                                     | 27.38    |
| 100 m Peito     | Roman Sloudnov · Rússia                                                       | 58.85    | Patrik Isaksson · Suécia                                                             | 59.32    | José Couto · Portugal                                                                       | 59.70    |
| 200 m Peito     | Stéphan Perrot · França                                                       | 2:07.82  | José Couto · Portugal                                                                | 2:09.98  | Adam Whitehead · Reino Unido                                                                | 2:10.98  |
| 50 m Borboleta  | Miloš Milošević · CroáciaLars Frölander · Suécia                              | 23.35    | Nenhum                                                                               |          | Jere Hård · Finlândia                                                                       | 23.81    |
| 100 m Borboleta | Lars Frölander · Suécia                                                       | 51.19    | James Hickman · Reino Unido                                                          | 51.43    | Denys Sylantyev · Ucrânia                                                                   | 52.01    |
| 200 m Borboleta | James Hickman · Reino Unido                                                   | 1:53.52  | Thomas Rupprath · Alemanha                                                           | 1:54.43  | Denys Sylantyev · Ucrânia                                                                   | 1:54.86  |
| 100 m Medley    | Jens Kruppa · Alemanha                                                        | 53.93    | Peter Mankoč · Eslovênia                                                             | 54.27    | Marcel Wouda · Países Baixos                                                                | 54.38    |
| 200 m Medley    | Marcel Wouda · Países Baixos                                                  | 1:56.46  | Jirka Letzin · Alemanha                                                              | 1:58.23  | Massimiliano Rosolino · Itália                                                              | 1:58.57  |
| 400 m Medley    | Frederik Hviid · Espanha                                                      | 4:08.85  | Jirka Letzin · Alemanha                                                              | 4:09.85  | Michael Halika · Israel                                                                     | 4:12.25  |
| 4x50 m Livre    | Suécia · Claes Andersson · Lars Frölander · Stefan Nystrand · Daniel Carlsson | 1:27.12  | Alemanha · Mitja Zastrow · Alexander Lüderitz · Stephan Kunzelmann · Kai Hanschmann  | 1:27.76  | Países Baixos · Dennis Rijnbeek · Stefan Aartsen · Marcel Wouda · Pieter van den Hoogenband | 1:27.95  |
| 4x50 m Medley   | Suécia · Daniel Carlsson · Patrik Isaksson · Lars Frölander · Stefan Nystrand | 1:36.00  | Alemanha · Sebastian Halgasch · Mark Warnecke · Thomas Rupprath · Alexander Lüderitz | 1:36.56  | Reino Unido · Neil Willey · Darren Mew · James Hickman · Mark Foster                        | 1:36.78  |

Feminino
| Evento          | Ouro                                                                                    | Ouro          | Prata                                                                       | Prata   | Bronze                                                                       | Bronze  |
| 50 m Livre      | Therese Alshammar · Suécia                                                              | 24.09         | Anna-Karin Kammerling · SuéciaSue Rolph · Reino Unido                       | 24.90   | Nenhum                                                                       |         |
| 100 m Livre     | Therese Alshammar · Suécia                                                              | 52.80         | Sue Rolph · Reino Unido                                                     | 53.26   | Sandra Völker · Alemanha                                                     | 53.34   |
| 200 m Livre     | Martina Moravcová · Eslováquia                                                          | 1:56.28       | Josefin Lillhage · Suécia                                                   | 1:57.15 | Natalya Baranovskaya · Bielorrússia                                          | 1:57.33 |
| 400 m Livre     | Yana Klochkova · Ucrânia                                                                | 4:05.12       | Natalya Baranovskaya · Bielorrússia                                         | 4:06.13 | Silvia Szalai · Alemanha                                                     | 4:06.48 |
| 800 m Livre     | Yana Klochkova · Ucrânia                                                                | 8:22.37       | Flavia Rigamonti · Suíça                                                    | 8:25.82 | Jana Henke · Alemanha                                                        | 8:28.89 |
| 50 m Costas     | Sandra Völker · Alemanha                                                                | 27.31         | Nina Zhivanevskaya · Espanha                                                | 28.24   | Antje Buschschulte · Alemanha                                                | 28.35   |
| 100 m Costas    | Nina Zhivanevskaya · Espanha                                                            | 59.87         | Antje Buschschulte · Alemanha                                               | 1:00.08 | Sarah Price · Reino Unido                                                    | 1:00.88 |
| 200 m Costas    | Antje Buschschulte · Alemanha                                                           | 2.08.11       | Nina Zhivanevskaya · Espanha                                                | 2.09.47 | Nicole Hetzer · Alemanha                                                     | 2.09.62 |
| 50 m Peito      | Zoë Baker · Reino Unido                                                                 | 31.40         | Ágnes Kovács · Hungria                                                      | 31.49   | Janne Schäfer · Alemanha                                                     | 31.95   |
| 100 m Peito     | Brigitte Becue · Bélgica                                                                | 1:08.15       | Ágnes Kovács · Hungria                                                      | 1:08.30 | Emma Igelström · Suécia                                                      | 1:08.74 |
| 200 m Peito     | Anne Poleska · Alemanha                                                                 | 2:24.78       | Ágnes Kovács · Hungria                                                      | 2:25.41 | Brigitte Becue · Bélgica                                                     | 2:26.82 |
| 50 m Borboleta  | Anna-Karin Kammerling · Suécia                                                          | 25.64         | Johanna Sjöberg · Suécia                                                    | 26.42   | Nicola Jackson · Reino Unido                                                 | 27.17   |
| 100 m Borboleta | Johanna Sjöberg · Suécia                                                                | 57.73         | Mette Jacobsen · Dinamarca                                                  | 59.11   | Sophia Skou · Dinamarca                                                      | 59.80   |
| 200 m Borboleta | Mette Jacobsen · Dinamarca                                                              | 2:06.87       | Johanna Sjöberg · Suécia                                                    | 2:08.62 | Sophia Skou · Dinamarca                                                      | 2:09.33 |
| 100 m Medley    | Martina Moravcová · Eslováquia                                                          | 1:00.78       | Annika Mehlhorn · Alemanha                                                  | 1:01.82 | Nataša Kejžar · Eslovênia                                                    | 1:02.16 |
| 200 m Medley    | Yana Klochkova · Ucrânia                                                                | 2:09.08       | Martina Moravcová · Eslováquia                                              | 2:09.25 | Sue Rolph · Reino Unido                                                      | 2:11.29 |
| 400 m Medley    | Yana Klochkova · Ucrânia                                                                | 4:34.07       | Nicole Hetzer · Alemanha                                                    | 4:37.47 | Hana Černá · Chéquia                                                         | 4:37.74 |
| 4x50 m Livre    | Suécia · Johanna Sjöberg · Therese Alshammar · Anna-Karin Kammerling · Malin Svahnström | 1:38.45 WBT * | Alemanha · Katrin Meissner · Simone Osygus · Sandra Völker · Britta Steffen | 1:39.21 | Reino Unido · Alison Sheppard · Nicola Jackson · Karen Pickering · Sue Rolph | 1:39.93 |
| 4x50 m Medley   | Suécia · Therese Alshammar · Emma Igelström · Johanna Sjöberg · Anna-Karin Kammerling   | 1:49.47 WBT * | Alemanha · Sandra Völker · Janne Schäfer · Marietta Uhle · Katrin Meissner  | 1:49.87 | Reino Unido · Katy Sexton · Zoë Baker · Nicola Jackson · Sue Rolph           | 1:51.64 |

* Melhor tempo do mundo (não é um recorde mundial oficial, porque o órgão regulador mundial FINA não reconhece tempos de revezamento 4 × 50 m)

## Quadro de medalhas
| Ordem | País          | Medalha de ouro | Medalha de prata | Medalha de bronze | Total |
| ----- | ------------- | --------------- | ---------------- | ----------------- | ----- |
| 1     | Suécia        | 9               | 7                | 1                 | 17    |
| 2     | Alemanha      | 6               | 12               | 8                 | 26    |
| 3     | Ucrânia       | 5               | 1                | 3                 | 9     |
| 4     | Reino Unido   | 3               | 3                | 9                 | 15    |
| 5     | Países Baixos | 3               | 1                | 2                 | 6     |
| 6     | Espanha       | 2               | 2                | 1                 | 5     |
| 7     | Croácia       | 2               | 1                | 0                 | 3     |
| 7     | Eslováquia    | 2               | 1                | 0                 | 3     |
| 9     | Islândia      | 2               | 0                | 0                 | 2     |
| 10    | Dinamarca     | 1               | 1                | 2                 | 4     |
| 10    | Itália        | 1               | 1                | 2                 | 4     |
| 12    | Bélgica       | 1               | 0                | 1                 | 2     |
| 12    | Rússia        | 1               | 0                | 1                 | 2     |
| 14    | França        | 1               | 0                | 0                 | 1     |
| 15    | Hungria       | 0               | 3                | 0                 | 3     |
| 16    | Bielorrússia  | 0               | 1                | 1                 | 2     |
| 16    | Portugal      | 0               | 1                | 1                 | 2     |
| 16    | Eslovênia     | 0               | 1                | 1                 | 2     |
| 16    | Suíça         | 0               | 1                | 1                 | 2     |
| 20    | Turquia       | 0               | 1                | 0                 | 1     |
| 21    | Chéquia       | 0               | 0                | 1                 | 1     |
| 21    | Finlândia     | 0               | 0                | 1                 | 1     |
| 21    | Israel        | 0               | 0                | 1                 | 1     |
| Total | Total         | 39              | 38               | 37                | 114   |

Legenda
| Recorde mundial       | Recorde mundial (World record)               |                       | Recorde africano                      | Recorde africano (African) |                                           | Q | Classificado por posição (Qualified) |
| Recorde do campeonato | Recorde do campeonato (Championship record)  | Recorde da América    | Recorde da América (Americas)         | q                          | Classificado por melhor tempo (Qualified) |   |                                      |
| Melhor marca do ano   | Melhor marca do ano (World leading)          | Recorde asiático      | Recorde asiático (Asian)              | DNS                        | Não largou (Did not start)                |   |                                      |
| Recorde nacional      | Recorde nacional (National record)           | Recorde europeu       | Recorde europeu (European)            | DNF                        | Não terminou (Did not finish)             |   |                                      |
| Recorde pessoal       | Recorde pessoal do atleta (Personal best)    | Recorde da Oceania    | Recorde da Oceania (Oceania)          | DSQ / DQ                   | Desclassificado (Disqualified)            |   |                                      |
| Recorde da temporada  | Recorde da temporada do atleta (Season best) | Recorde sul-americano | Recorde sul-americano (South America) | NM                         | Sem marca (No mark)                       |   |                                      |